# Гетайри

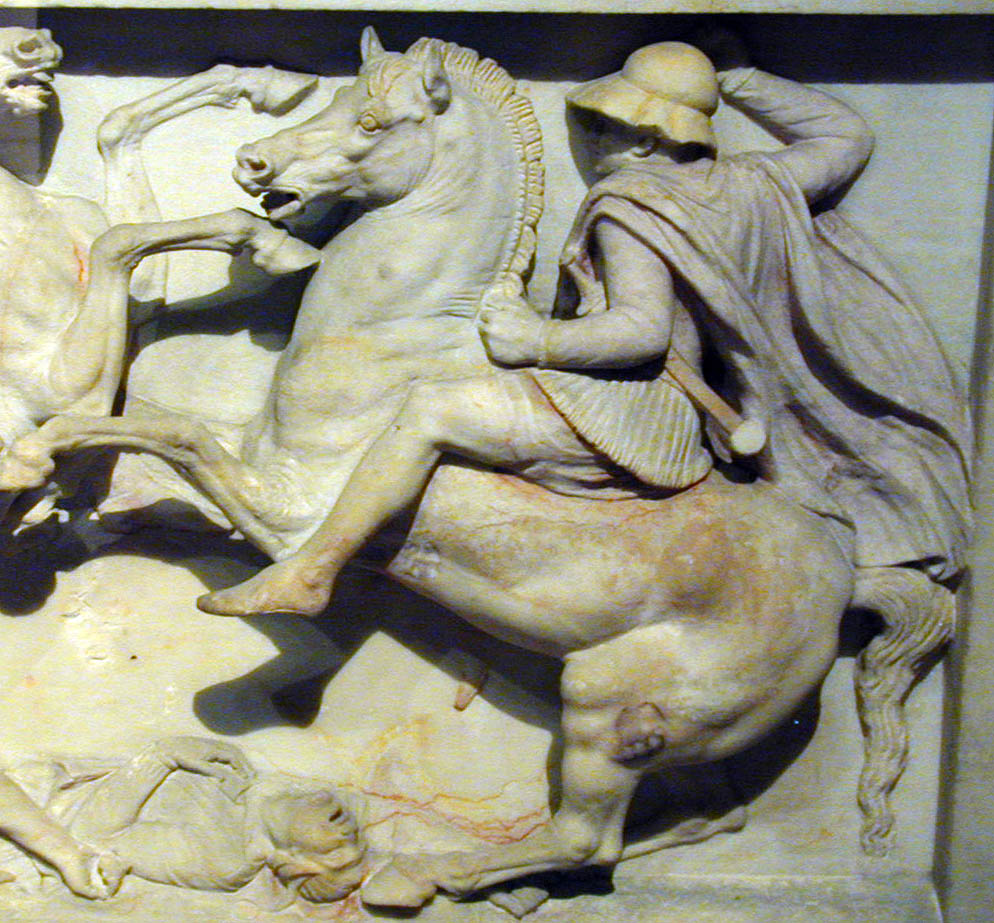
Македонський кавалерист у беотійському шоломі з Сідонського саркофагу (IV ст. до н. е.)

Гетайри (дав.-гр. ἑταῖροι) — дружина македонського царя з важких вершників часів Александра Великого.

## Історія
Слово «гетайри» у перекладі з грецької означає «товариші, почет», по суті це прообраз дворянського корпусу, тобто людей, які отримували винагороду за службу земельними наділами. Комплектування кінноти гетайрів відбувалось за округами, потрапити на службу могли тільки знатні юнаки, оскільки інші не могли собі дозволити утримання й вартість коня та амуніції. Служба під царем була взаємно вигідною: цар зміцнював особисту відданість знаті до себе, благородні юнаки отримували можливість зробити військову й цивільну кар'єру. Македонський цар 440-их років до н. е. Пердікка II мав дружину у кілька сотень кінних македонців. З нею він подорожував значною територією, ведучи війни з місцевими царями, які, у свою чергу, мали такі ж дружини. Так, елімійський князь Дерда 381 до н. е. мав 400 вершників. Греків захоплювала бойова виучка його ескадрону — у сутичках з ним наймана кіннота греків часто тікала.
Ще Гомер в «Іліаді» згадував про чудову кінноту фракійців з Пієрії та Ематії — областей, що стали після переміщень народів центральними у Македонії до IV століття до н. е.
Філіп II приймав у гетайри всіх: не лише знатних македонців, але й діяльних греків та варварів, гідних у бою та компанійських за столом. Спочатку він мав 600 вершників, у 340-их роках до н. е. гетайри налічували близько 800 осіб, але мали вони більше землі, ніж будь-які 10 тисяч багатих греків. За Александра Великого у гетайри почали брати підкорених персів та інших, хто мав знатне походження й інші чесноти. З гетайрів цар підбирав командирів загонів, довірених осіб, сатрапів областей. Після смерті Александра термін «гетайри», як такий, що несе особисті моменти у взаємовідносинах між царем і дружиною, вийшов із вжитку. За часів безперервних війн і нестійких царів гетайри перетворились на просто важко озброєних вершників, розділених за країнами, державами та націями.

## Структура й чисельність

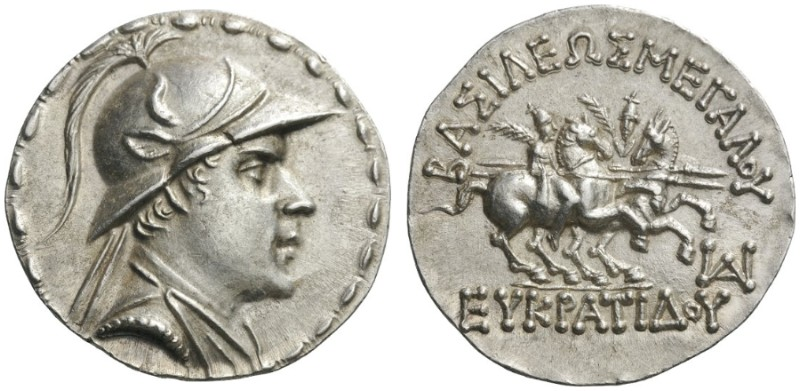
Македонський гетайр зі списом на монеті II ст. до н. е.

Загальне число гетайрів Александра Великого оцінюється від 1800 осіб під час вторгнення до Азії до 2500 в останні роки життя Александра. При царі ще перебував особистий ескадрон (агема) числом 300 вершників під командуванням Кліта Чорного. Чисельність регулярних ескадронів становила 200—250 вершників. Діодор згадував 8 регулярних ескадронів (без агеми) у битві при Гавгамелах.
Після страти Філоти у 330 до н. е. командування кіннотою розділене між Клітом Чорним та Гефестіоном. Після смерті обох командування гетайрами перейшло до рук Пердіккі, що допомогло йому захопити владу після смерті Александра.
Ескадрони в текстах називаються мулами (ile), хоча за тактичним настановою Асклепіодота чисельність мули має бути 64 вершника. Тут можливо відбулася плутанина під назвою римських ескадронів (ala). Після розгрому Дарія Александр провів реформу, укрупнивши ескадрони в 4 гіпопархії (гіппархія складається з 512 вершників згідно з Асклепіодот) і додавши 5-ю гіпопархію з нових підданих.

## Озброєння й екіпірування

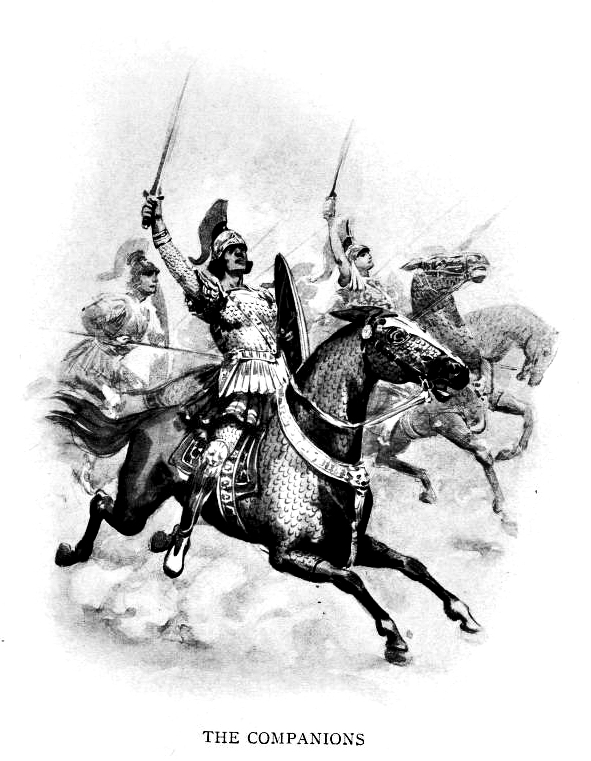
Гетайри Александра Македонського

Про екіпірування гетайрів майже не лишилось відомостей, в основному їхня амуніція може бути відновлена за фресками та рельєфами. Сідла та стремена у ті часи ще не були винайдені, а гетайри замість сідла використовували м'яку підкладку (чепрак) з повсті чи шкіри. Коні в бою не захищались.
Основною зброєю був кавалерійський спис-ксистон довжиною до 3 м. Спис тримали однією рукою, коли завдавали ударів — піднімали над головою. Іншою рукою правили конем за повід. Полібій пише про грецькі (тобто македонські) кавалерійські списи: «… перший удар наконечником списа буде добре націлений і результативний, тому що спис так влаштований, щоб бути стійким і міцним, а також його можна ефективно використовувати, перевернувши і ударяючи вістрям тильної насадки» .
Прямий меч довжиною близько 60 см був допоміжною зброєю та висів високо на лівому боці на перев'язі через праве плече. Такі мечі, що нічим не відрізнялись від грецьких ксифосів, були знайдені у македонських похованнях та зображені на барельєфах. Вважається, що гетайри мали також користуватись однолезовими копісами з вигнутим лезом, однак копіс у руках македонця зустрічається лише один раз на мозаїці з Пелли, що зображує полювання на лева. Александр Великий на відомій мозаїці з Помпеїв зображений із ксифосом. Тит Лівій писав, що македонські кавалеристи кінця III століття до н. е. були неприємно вражені дією «іспанських» мечів (однотипні з копісами) у сутичках з римською кіннотою.
Щитами гетайри не користувались. З обладунків носили панцир і шолом. Сам Александр віддавав перевагу трофейним обладункам з льону, так званому лінотораксу, гетайри могли носити короткі бронзові кіраси, хоч прямих свідчень тому немає. Скоріше за все їхні панцирі виготовлялись зі шкіри (споласи) чи льону (ліноторакси). У склепі Філіпа II було виявлено інкрустований золотом панцир, що складався з залізних пластин, хоча це скоріше рідкість. Стегна захищались короткою спідничкою зі смуг товстої шкіри чи льону (птеругами). Ноги й руки залишались відкритими. Шоломи з бронзи були в основному беотійського типу, відкриті та зручні для спекотного клімату. Такі шоломи добре видно на зображеннях, принаймні одного шолома знайдено в річці Тигр, там, де проходили воїни Александра. У склепі Філіпа II знайдено залізний шолом із гребенем, але він призначався явно не для простих гетайрів.
Захисні обладунки гетайрів були легшими, ніж у важкої перської кавалерії, проте за словами Курція в цьому полягала перевага: «Коні та вершники персів однаково були обтяжені пластинковими панцирями і насилу рухалися в цій битві [при Іссі], де головною була швидкість, так що фессалійці на своїх конях оточили їх і брали в полон багатьох.

## Бойове застосування

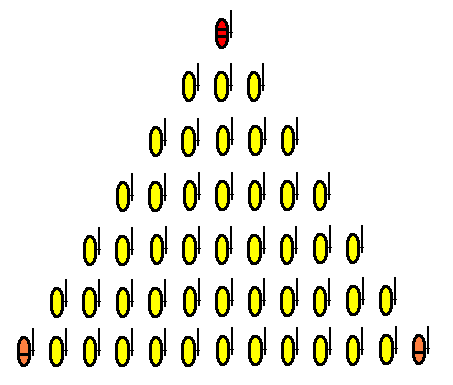
Гетайри у формуванні клина

Саме гетайри завдавали вирішального удару у битвах Александра Великого, досягаючи успіху у взаємодії з фалангою. Не випадково втрати гетайрів у відсотковому співвідношенні були значно вищими за втрати піхоти. Кожен ескадрон мав свій значок, біля якого групувались у бою. Ескадрон гетайрів атакував у клиноподібному строю. Верхівку трикутного строю очолював командир, у двох інших вершинах по сторонах трикутника розміщувались старші вершники. У такому строю вершники гарно тримали напрямок слідом за командиром, могли прорвати ворожі лави чи розвернутись у лаву під час переслідування, могли легко провести розворот (коли один зі старших вершників очолював стрій), не порушуючи порядку.
За тактичним поділом кінноти Асклепіодотом гетайри відносилися до тих, хто «бореться поблизу» або ж «списконосців», тоді як перська та грецька кавалерія повинні бути віднесені до типу «метальників» (дротиків) або середнього типу. У персів, щоправда, були ще катафрактарії: вершники, закриті з ніг до голови обладунками, але з малочисленності особливої ролі де вони грали до створення Парфянської держави.

Удару гетайри завдавали передусім по ворожій кінноті, або по натовпу піхоти. Зімкнутий стрій противника кіннота атакувала тільки з флангів і з тилу. З розгону били списами, а потім — залежно від обстановки. Арріан описує епізод у кінній битві при Граніку:
«… і виявилася перевага Александрових воїнів: вони були не тільки сильнішими і досвідченішими, але й були озброєні не дротиками, а важкими списами з держаками з кизилу. У цій битві і в Александра зламався спис; він попросив інше у Арети, царського стременного, але й у того в спекотній сутичці спис зламався, і він хвацько бився половинкою, що залишилася. Показавши її Александру, він попросив його звернутися до іншого. Демарат коринтянин, один із „гетайрів“, віддав йому свій спис. Александр узяв його; побачивши, що Міфридат, Дарієв зять, виїхав далеко вперед, ведучи за собою вершників, що утворили ніби клин, він сам винісся вперед і, вдаривши Міфридата списом в обличчя, скинув його на землю. Цієї миті на Александра кинувся Ресак і вдарив його по голові кинджалом. Він розрубав шолом, але шолом затримав удар. Александр скинув і його на землю, списом влучивши його в груди і пробивши панцир»
Сила кінноти гетайрів полягала, перш за все, у персональній відвазі, дисципліні, гарній керованості й маневреності. Залежно від обстановки вони могли битись і в пішому строю. Натомість перські вершники прагнули вразити ворога з дистанції, дротиками, не бажаючи надто ризикувати життям, гетайри завжди прагнули до ближнього бою. Однак проти зімкнутого строю фаланги чи римських легіонів македонська кіннота була безсилою.